# Meropidae
Famille
Les Meropidae (ou méropidés en français) sont une famille d'oiseaux (appartenant à la famille des Coraciiformes) constituée de trois genres et de vingt-sept espèces existantes de guêpiers.

## Description
Les guêpiers sont des oiseaux de taille moyenne (16 à 35 cm), brillamment colorés. Ils ont un long bec légèrement recourbé, des ailes moyennes à longues, des pattes courtes, et une queue aux rectrices médianes allongées.

## Alimentation
Ils se nourrissent d'insectes et plus particulièrement de libellules et d'hyménoptères. Pendant la saison des amours, le mâle offre des insectes à la femelle pour la courtiser. Bien qu'ils aient développé une immunité partielle aux piqûres de guêpes et d'abeilles qu'ils chassent, ils ont aussi appris à retirer le dard  venimeux de leurs proies avant de les manger. Les guêpiers sur leur perchoir tiennent les hyménoptères en travers de leurs becs, puis les frottent, essayant de retirer leur aiguillon. S'il n'y parviennent pas, cette technique permet cependant d'extraire le venin des insectes.

## Habitats et répartition
Ils nichent en Europe dans des milieux ouverts, des lisières forestières et des clairières, en climat chaud.

## Liste alphabétique des genres
- Meropogon Bonaparte, 1850  (1 espèce)
- Merops Linnaeus, 1758 (23 espèces)
- Nyctyornis Jardine & Selby, 1830 (2 espèces)

## Liste des espèces

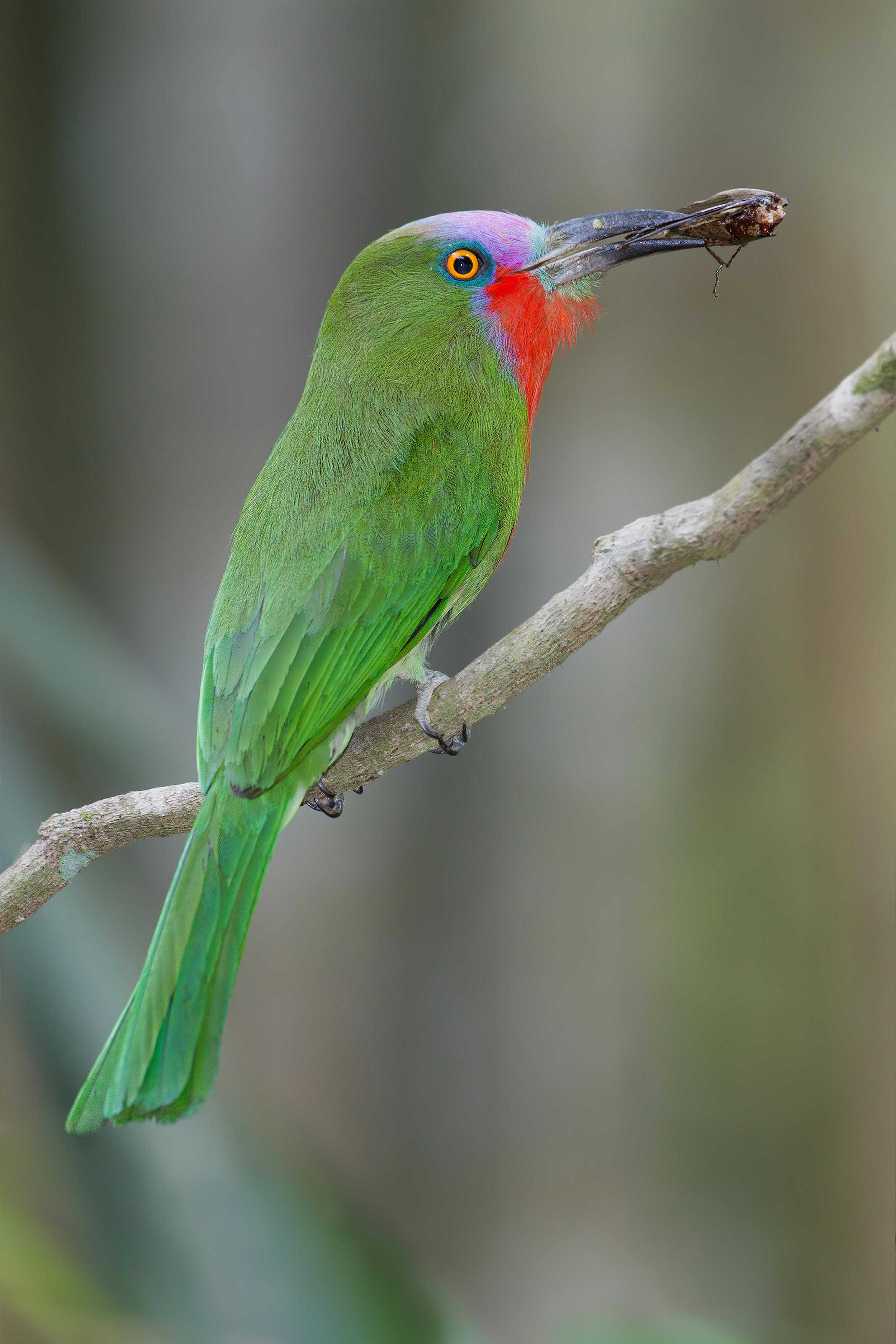
Nyctyornis amictus – Guêpier à fraise

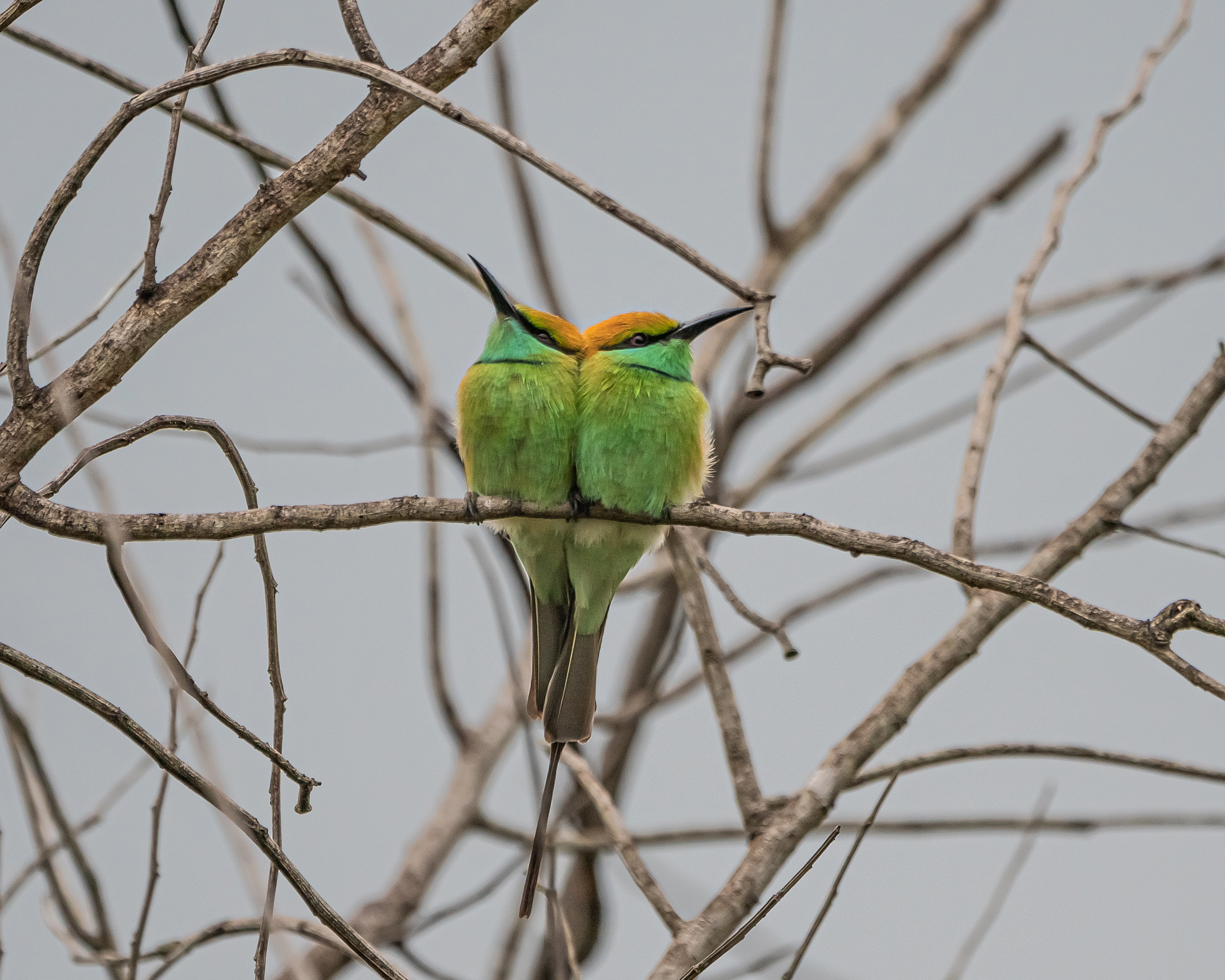
Merops orientalis – Guêpier d'Orient

D'après la classification de référence (version 14.2, 2024) du Congrès ornithologique international (ordre phylogénique) :
- Nyctyornis amictus – Guêpier à fraise
- Nyctyornis athertoni – Guêpier à barbe bleue
- Meropogon forsteni – Guêpier des Célèbes
- Merops breweri – Guêpier à tête noire
- Merops muelleri – Guêpier à tête bleue
- Merops mentalis – Guêpier à moustaches
- Merops gularis – Guêpier noir
- Merops hirundineus – Guêpier à queue d'aronde
- Merops pusillus – Guêpier nain
- Merops variegatus – Guêpier à collier bleu
- Merops lafresnayii – Guêpier de Lafresnaye
- Merops oreobates – Guêpier montagnard
- Merops bulocki – Guêpier à gorge rouge
- Merops bullockoides – Guêpier à front blanc
- Merops revoilii – Guêpier de Révoil
- Merops albicollis – Guêpier à gorge blanche
- Merops boehmi – Guêpier de Böhm
- Merops viridissmus – Guêpier vert
- Merops cyanophrys – Guêpier à sourcils bleus
- Merops orientalis – Guêpier d'Orient
- Merops persicus – Guêpier de Perse
- Merops superciliosus – Guêpier de Madagascar
- Merops philippinus – Guêpier à queue d'azur
- Merops ornatus – Guêpier arc-en-ciel
- Merops viridis – Guêpier à gorge bleue
- Merops americanus – Guêpier à gorge verte
- Merops leschenaulti – Guêpier de Leschenault
- Merops apiaster – Guêpier d'Europe
- Merops malimbicus – Guêpier gris-rose
- Merops nubicus – Guêpier écarlate
- Merops nubicoides – Guêpier carmin